# Weisweil
Weisweil es un municipio en el distrito de Emmendingen en Baden-Wurtemberg, Alemania.

## Puntos de interés
- Puerto deportivo y marina[6]